# Parma Foot Ball Club 1926-1927
Questa pagina raccoglie le informazioni riguardanti il Parma Foot Ball Club nelle competizioni ufficiali della stagione 1926-1927.

## Stagione
Nella stagione 1926-1927 i crociati con 20 punti si sono piazzati al quarto posto nel girone C del campionato di Prima Divisione Nord, alle spalle di Reggiana, SPAL e Pistoiese, con la Reggiana ammessa al girone finale e poi promossa in Divisione Nazionale.
Stagione interlocutoria quella disputata da un Parma discreto in difesa, ma poco prolifico in zona gol, che parte forte in campionato, ma poi cala alla distanza. Oltre al campionato di Prima Divisione la squadra crociata prende parte alla Coppa Italia dove esce subito battuta per 0-2 dalla Juventus e alla "Coppa Arpinati", torneo che la vede inserita nel girone A, vinto dall'Atalanta, davanti a Treviso, Parma e Mantova.

## Rosa
| N. |                   | Ruolo | Calciatore       |
| -- | ----------------- | ----- | ---------------- |
|    | Italia (bandiera) | P     | Mario Alfieri    |
|    | Italia (bandiera) | D     | Piero Battioni   |
|    | Italia (bandiera) | C     | Enzo Bertoli     |
|    | Italia (bandiera) | C     | Dante Boni       |
|    | Italia (bandiera) | D     | Piero Bossola    |
|    | Italia (bandiera) | A     | Luigi Compiani   |
|    | Italia (bandiera) | A     | Alfredo Forneris |
|    | Italia (bandiera) | D     | Saulle Franzini  |
|    | Italia (bandiera) | C     | Guido Fusi       |
|    | Italia (bandiera) | C     | Angelo Giuberti  |
|    | Italia (bandiera) | C     | Ugo Luoni        |

| N. |                    | Ruolo | Calciatore         |
| -- | ------------------ | ----- | ------------------ |
|    | Italia (bandiera)  | D     | Alfredo Mattioli   |
|    | Italia (bandiera)  | D     | Giovanni Mazzoni   |
|    | Italia (bandiera)  | A     | Tito Mistrali      |
|    | Italia (bandiera)  | A     | Cesare Orsini      |
|    | Italia (bandiera)  | P     | Giovanni Penzi     |
|    | Italia (bandiera)  | P     | Leonida Pigozzi    |
|    | Italia (bandiera)  | C     | Antonio Quaglietti |
|    | Italia (bandiera)  | C     | Giulio Rossi       |
|    | Austria (bandiera) | A     | Johan Stuardt      |
|    | Italia (bandiera)  | A     | Alfredo Tassi      |

## Risultati

### Prima Divisione

#### Girone di andata
| Arbitro: | Moro (Sampierdarena) |

|  |           |             |
|  | Marcatori | 42’ Bossola |

| Arbitro: | Bo (Genova) |

|                                       |           |             |
| Forneris 37’ Luoni 37’, 89’ Tassi 40’ | Marcatori | 88’ Ferrais |

| Arbitro: | Medica (Bologna) |

|          |           |           |
| Volk 63’ | Marcatori | 90’ Tassi |

| Arbitro: | Bortoletti (Padova) |

|                                       |           |                                                    |
| Quaglietti 23’ Tassi 86’ Mattioli 89’ | Marcatori | 21’ (rig.) Sgarbi 31’, 43’ Mrkwiska 80’ Vassarotti |

| Arbitro: | Sganzetta (Torino) |

|           |           |                                  |
| Tassi 34’ | Marcatori | 6’ Zucchi 20’ Nehadoma 81’ Barni |

| Arbitro: | Mastellari (Bologna) |

|                      |           |                                    |
| Monti 4’ Storchi 70’ | Marcatori | 5’ Quaglietti 6’ Luoni 12’ Stuardt |

| Arbitro: | Gamberini (Bologna) |

|                           |           |  |
| Aigotti 27’ Bezzecchi 81’ | Marcatori |  |

| Arbitro: | Rossetti (Milano) |

|  |           |                 |
|  | Marcatori | 24’ (aut.) Sala |

| Arbitro: | Bodo (Vercelli) |

|                                         |           |              |
| Bertoli 30’, 57’ Luoni 79’ Franzini 85’ | Marcatori | 66’ Corsetti |

#### Girone di ritorno
| Arbitro: | Scorzoni (Bologna) |

|             |           |  |
| Stuardt 48’ | Marcatori |  |

| Arbitro: | U.Gama (Milano) |

|                             |           |             |
| Vascellari 57’ Canestri 77’ | Marcatori | 27’ Bertoli |

| Arbitro: | Guarnieri (Milano) |

|                                                                   |           |  |
| Posteiner 14’ (aut.) Quaglietti 15’ Bertoli 26’, 49’ Mistrali 86’ | Marcatori |  |

| Ferrara 9 gennaio 1927 13ª giornata | SPAL          | 0 – 0 referto | Parma | Campo di Piazza d'Armi\| Arbitro: \| Dani (Genova) \| |
| Arbitro:                            | Dani (Genova) |               |       |                                                       |

| Arbitro: | Caironi (Milano) |

|                                                                                     |           |  |
| Cantini 37’ Nehadoma 44’ (rig.), rig.’, 89’ (rig.) Vignolini 60’ Bossola 75’ (aut.) | Marcatori |  |

| Arbitro: | Medica (Bologna) |

|             |           |             |
| Stuardt 60’ | Marcatori | 33’ Duranti |

| Arbitro: | Mangano (Milano) |

|             |           |  |
| Mazzoni 41’ | Marcatori |  |

| Parma 13 marzo 1927 17ª giornata | Parma                    | 0 – 0 referto | Carpi | Stadio Ennio Tardini\| Arbitro: \| Pinasco (Sestri Ponente) \| |
| Arbitro:                         | Pinasco (Sestri Ponente) |               |       |                                                                |

| Arbitro: | Galli (Bologna) |

|                               |           |  |
| Corsetti 16’ V. Artigiani 61’ | Marcatori |  |

### Coppa Italia
| Arbitro: | Sani (Ferrara) |

|  |           |                       |
|  | Marcatori | 33’ Vojak 49’ Caudera |

## Statistiche

### Statistiche di squadra
| Competizione    | Punti | In casa | In casa | In casa | In casa | In casa | In casa | In trasferta | In trasferta | In trasferta | In trasferta | In trasferta | In trasferta | Totale | Totale | Totale | Totale | Totale | Totale | DR  |
| Competizione    | Punti | G       | V       | N       | P       | Gf      | Gs      | G            | V            | N            | P            | Gf           | Gs           | G      | V      | N      | P      | Gf     | Gs     | DR  |
| --------------- | ----- | ------- | ------- | ------- | ------- | ------- | ------- | ------------ | ------------ | ------------ | ------------ | ------------ | ------------ | ------ | ------ | ------ | ------ | ------ | ------ | --- |
| Prima Divisione | 20    | 9       | 5       | 2       | 2       | 20      | 10      | 9            | 3            | 2            | 4            | 7            | 15           | 18     | 8      | 4      | 6      | 27     | 25     | +2  |
| Coppa Italia    |       | 1       | 0       | 0       | 1       | 0       | 2       | 0            | 0            | 0            | 0            | 0            | 0            | 1      | 0      | 0      | 1      | 0      | 2      | -2  |
| Coppa Arpinati  | 3     | 3       | 1       | 0       | 2       | 2       | 7       | 3            | 0            | 1            | 2            | 1            | 7            | 6      | 1      | 1      | 4      | 3      | 14     | -11 |
| Totale          |       | 13      | 6       | 2       | 5       | 22      | 19      | 12           | 3            | 3            | 6            | 8            | 22           | 25     | 9      | 5      | 11     | 30     | 41     | -11 |

### Statistiche dei giocatori
| Giocatore     | Prima Divisione | Prima Divisione | Coppa Italia | Coppa Italia | Coppa Arpinati | Coppa Arpinati | Totale   | Totale |
| Giocatore     | Presenze        | Reti            | Presenze     | Reti         | Presenze       | Reti           | Presenze | Reti   |
| ------------- | --------------- | --------------- | ------------ | ------------ | -------------- | -------------- | -------- | ------ |
| G. Aimi       | 6               | 0               | -            | -            | ?              | ?              | 6+       | 0+     |
| M. Alfieri    | 1               | -1              | -            | -            | ?              | ?              | 1+       | -1+    |
| P. Battioni   | 8               | 0               | 1            | 0            | ?              | ?              | 9+       | 0+     |
| E. Bertoli    | 14              | 5               | 1            | 0            | ?              | ?              | 15+      | 5+     |
| D. Boni       | 1               | 0               | -            | -            | ?              | ?              | 1+       | 0+     |
| P. Bossola    | 18              | 1               | 1            | 0            | ?              | ?              | 19+      | 1+     |
| L. Compiani   | 2               | 0               | -            | -            | ?              | ?              | 2+       | 0+     |
| A. Forneris   | 7               | 1               | -            | -            | ?              | ?              | 7+       | 1+     |
| S. Franzini   | 9               | 1               | -            | -            | ?              | ?              | 9+       | 1+     |
| G. Fusi       | 3               | 0               | -            | -            | ?              | ?              | 3+       | 0+     |
| A. Giuberti   | 2               | 0               | -            | -            | ?              | ?              | 2+       | 0+     |
| U. Luoni      | 12              | 4               | 1            | 0            | ?              | ?              | 13+      | 4+     |
| A. Mattioli   | 15              | 1               | -            | -            | ?              | ?              | 15+      | 1+     |
| G. Mazzoni    | 12              | 1               | 1            | 0            | ?              | ?              | 13+      | 1+     |
| T. Mistrali   | 7               | 1               | 1            | 0            | ?              | ?              | 8+       | 1+     |
| C. Orsini     | 1               | 0               | -            | -            | ?              | ?              | 1+       | 0+     |
| G. Penzi      | 12              | -15             | 1            | -2           | ?              | ?              | 13+      | -17+   |
| L. Pigozzi    | 5               | -9              | -            | -            | ?              | ?              | 5+       | -9+    |
| Pluderi       | 1               | 0               | -            | -            | ?              | ?              | 1+       | 0+     |
| A. Quaglietti | 17              | 3               | 1            | 0            | ?              | ?              | 18+      | 3+     |
| G. Rossi      | 12              | 0               | 1            | 0            | ?              | ?              | 13+      | 0+     |
| J. Stuardt    | 18              | 3               | 1            | 0            | ?              | ?              | 19+      | 3+     |
| A. Tassi      | 15              | 4               | 1            | 0            | ?              | ?              | 16+      | 4+     |